# 카페 플로리안

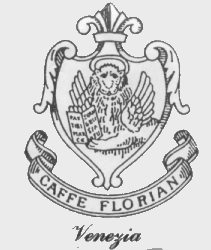
카페 플로리안의 엠블럼

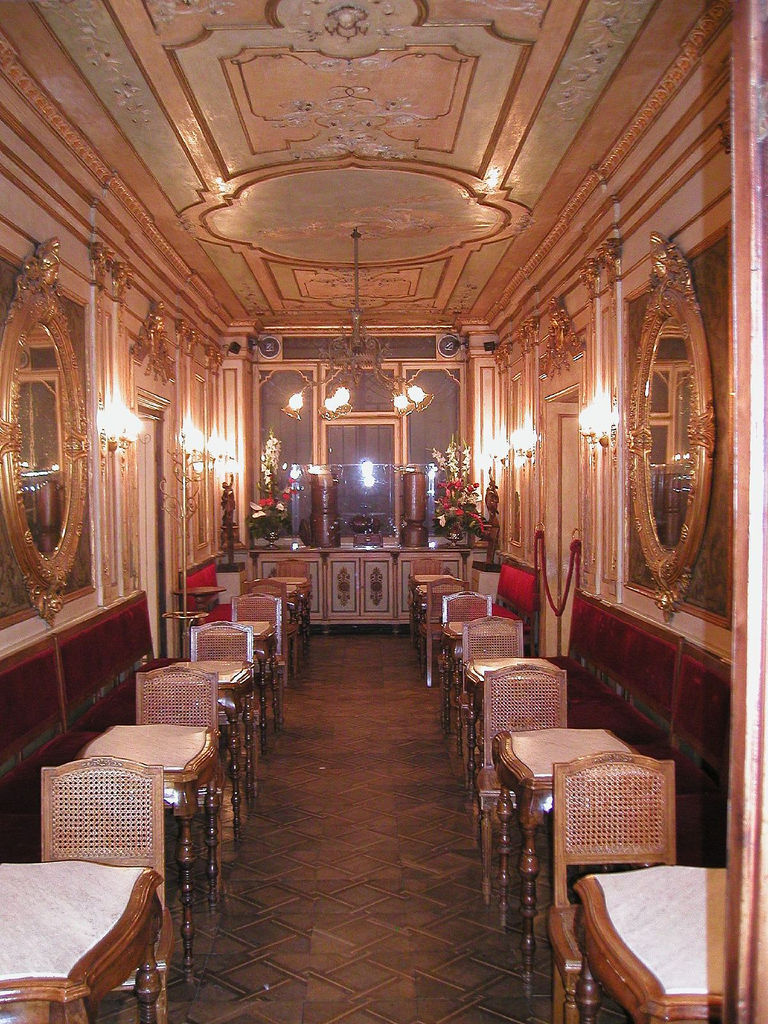
카페 플로리안의 내부

카페 플로리안(이탈리아어: Caffè Florian)은 이탈리아의 도시 베네치아의 산마르코 광장에 위치한 카페로 광장의 남쪽에 위치한 프로쿠라티에 누오베 (Procuratie Nuove)라고 불리는 건물에 자리하고 있다. 이 카페는 1720년에 개업한 곳으로, 현재까지 이탈리아에서 운영되고 있는 카페 중 가장 오래된 역사를 가지고 있다.

## 역사
카페 플로리안은 이탈리아에서 가장 오래된 카페로 베네치아의 상징 중 하나이다. 플로리아노 프란체스코니 (Floriano Francesconi)가 1720년 12월 19일에 베네치아의 승리를 뜻하는 알라 베네치아 트리온판테 (Alla Venezia Trionfante)라는 이름으로 개업했는데, 곧 그의 이름 플로리아노의 베네치아식 이름인 "플로리안"을 따서 개칭하였다.
개업 이후 플로리안은 이 때까지 영업을 멈추지 않고 운영을 이어왔고, 베네치아의 상징으로 지역 주민과 관광객이 방문하는 관광명소로 이어져오고 있다. 이 카페는 많은 유명인사들이 방문한 곳으로 유명한데, 카사노바는 당시에 플로리안이 유일하게 여성의 출입이 가능하다는 카페란 점을 이용해 이 카페를 드나들었고, 괴테, 바이런 경, 카를로 골도니, 마르셀 프루스트, 찰스 디킨스 등등 여러 유명인사들이 이 카페를 자주 방문했다.
플로리안 프란체스코니의 손자인 발렌티노 프란체스코니 (Valentino Francesconi)가 19세기 초까지 운영을 맡은 후, 그의 아들 안토니오에게까지 카페가 물려졌지만, 1858년 빈첸조 포르타 (Vincenzo Porta), 조반니 파르델리 (Giovanni Pardelli), 피에트로 바카넬로 (Pietro Baccanello)가 이 카페를 인수하였고 당시 카페는 복구가 어느 정도 필요한 상태였다. 플로리안의 복구를 위하여 로도비코 카도린(Lodovico Cadorin)가 복원 작업 및 내부 장식을 새로하는 작업을 맡았는데, 당시 복원에 배정된 비용에 대해 세인의 비난을 받기도 했다.
초기에 개업했을 때 2개의 방으로 시작한 카페 플로리안은 18세기 중엽 2개의 방을 추가했는데, 이 방들은 각각 저명인사의 방 (Sala degli Uomini Illustri), 원로원의 방 (Sala del Senato), 계절의 방 (Sala degli Stagioni) 혹은 거울의 방 (Sale degli Specchi), 동양의 방 (Sala Orientale) 혹은 중국의 방 (Sala Cinese)로 불린다. 이 중 저명인사의 방  은 줄리오 카를리니가 그린 카를로 골도니, 마르코 폴로, 티치아노를 비롯한 10명의 저명한 베네치아인들의 그림이 걸려 있다. 원로원의 방에는 "국가를 지도하는 진보와 문명"이라는 주제로 예술과 과학의 세계를 그린 패널들로 벽이 장식되어 있는데, 이 방은 베네치아 비엔날레가 시작된 방이다. 계절의 방은 사계절을 상징하는 여성의 모습으로 장식되어 있는데 이 방은 베네치아 사람들 사이에서는 식당이라는 뜻의 일 리스토란테 (il ristornate)라고도 불리는데, 이는 19세기에 이 방이 카페의 식당으로 사용되었기 때문이다. 동양의 방은 극동지방에서 영감을 받은 파스쿠티가 그린 이국적 여인들과 연인들의 모습이 그려져있다. 20세기 초 추가된 마지막 방인 자유의 방 (Sala Liberty)는 아치형 천장과 징두리 벽판, 수작업으로 채색한 거울로 장식되어 있다.